# Stanislav Blecha
Stanislav Blecha (* 23. listopadu 1956) je bývalý slovenský fotbalista.

## Fotbalová kariéra
V československé lize hrál za ZŤS Petržalka. Nastoupil v 1 ligovém utkání. Ve druhé nejvyšší soutěži hrál za VTJ Tábor a ZŤS Petržalka, nastoupil ve 27 utkáních a dal 1 gól.

## Ligová bilance
| Ročník                                      | Zápasy | Góly | Klub          |
| ------------------------------------------- | ------ | ---- | ------------- |
| Česká národní fotbalová liga 1981/82        | 6      | 0    | VTJ Tábor     |
| 1. slovenská národní fotbalová liga 1982/83 | 11     | 2    | ZŤS Petržalka |
| 1. slovenská národní fotbalová liga 1983/84 | 10     | 1    | ZŤS Petržalka |
| 1. československá fotbalová liga 1984/85    | 1      | 0    | ZŤS Petržalka |
| CELKEM                                      | 1      | 0    |               |